# Pericallimyia insignis
Pericallimyia insignis är en tvåvingeart som först beskrevs av Charles Howard Curran 1938.  Pericallimyia insignis ingår i släktet Pericallimyia och familjen spyflugor. Inga underarter finns listade i Catalogue of Life.